# Farol de Câmara de Lobos
Der Farol de Câmara de Lobos ist ein Leuchtturm an der Südküste der portugiesischen Insel Madeira und liegt in Câmara de Lobos, etwa 7 Kilometer westlich von Funchal.

## Lage und Beschreibung

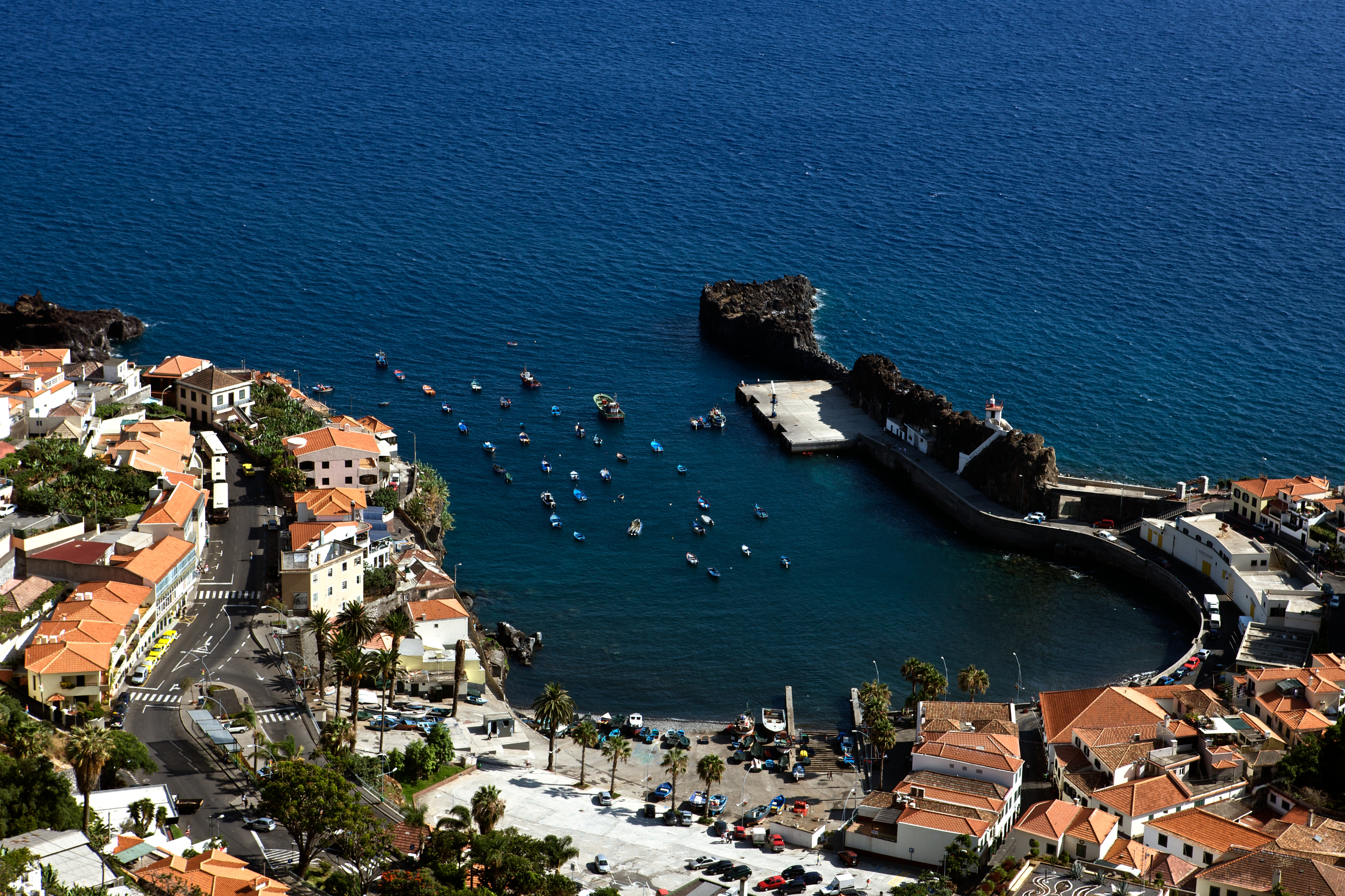
Câmara de Lobos

Der Leuchtturm befindet sich an der Westseite des kleinen Hafens des Ortes auf einer Hafenmole in einer Höhe von 18 Metern. Es ist ein betoniertes, zweigeschossiges quadratisches Gebäude, die Höhe des Gebäudes beträgt fünf Meter. Die Laterne befindet sich auf der Dachterrasse. Das Gebäude ist weiß gestrichen, das Licht in einem rot lackierten Zylinder. Von der Hafenmole führt eine Treppe zum Gebäude, der Turm selber ist nicht zugänglich.
Das Leuchtfeuer ist unter der internationalen Nummer D-2744 registriert und befindet sich in einer Höhe von 23 Metern. Die Kennung besteht aus einem roten Licht, das vier Sekunden an und zwei Sekunden aus ist. Die Tragweite beträgt rund 9 Seemeilen (ca. 17 Kilometer).

## Geschichte
Die Errichtung eines Leuchtturms in Câmara de Lobos geht auf das Jahr 1927 zurück. Die Gemeinde bat die Hafenverwaltung in Funchal um den Bau eines Leuchtfeuers, da dies einer der geschäftigsten Häfen auf Madeira sei, den insbesondere Fischer nachts nutzen und auch bei Nebel seien die nach Funchal verkehrenden Schiffe an dieser Stelle der Küste besonders gefährdet.

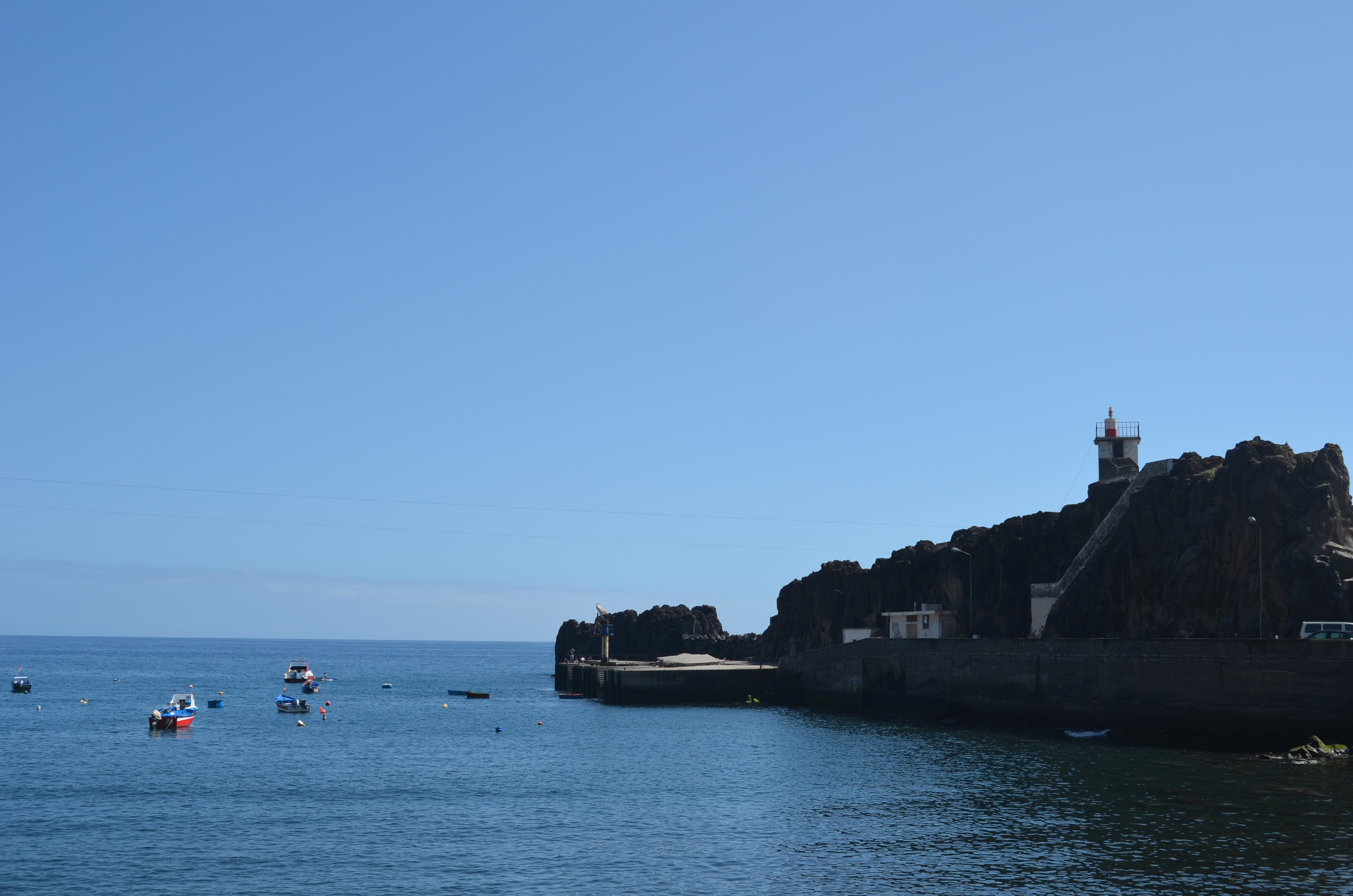
Hafen und Leuchtturm von Câmara de Lobos

1930 wurde der Vorschlag umgesetzt und das Leuchtfeuer am 30. Januar 1930 in Betrieb genommen. Zunächst war es auf einer eisernen Säule installiert, befand sich fünf Meter über Grund und 21 Meter über dem Meeresspiegel. Das Leuchtfeuer sechster Ordnung bestand aus einer Öl-Lampe mit einem weißen Licht, das vier Sekunden an und zwei Sekunden aus war. Die Reichweite betrug acht Meilen (ca. 13 Kilometer). Bereits 1934 wurde es durch ein festes weißes Licht ersetzt – wahrscheinlich, weil das Leuchtfeuer nicht mehr funktionstüchtig war. Zudem zeigte sich, dass die Eisensäule bereits Rost ansetzte.
Daher wurde 1937 das heutige kleine Gebäude errichtet. Das Leuchtfeuer befand sich zunächst in einem geschlossenen Obergeschoss und leuchtete durch ein Fenster. 1963 wurde es elektrifiziert und eine 100-Watt-Lampe installiert, die wiederum 1982 durch eine 250-Watt-Halogenlampe ersetzt wurde. Gleichzeitig wurde zu einem roten Licht gewechselt, da dieses sich von der See besser von den Umgebungslichtern abhob. Eine größere Reparatur fand 1993 statt, als das Obergeschoss einzustürzen drohte. Es wurde abgetragen und das Leuchtfeuer auf eine mit Fiberglas verstärkte Kunststoffkonstruktion installiert.